# Turtleman
Turtleman (Call of the Wildman) è un programma televisivo documentaristico statunitense, in onda su DMAX, con protagonista Ernie Brown Jr. (Washington County, 1968), aiutato dal suo amico Neal James e il suo cane Lolly.
Brown si occupa della cattura di animali selvatici: ha iniziato catturando tartarughe da stagni vicino a casa sua all'età di 7 anni. Attrasse l'attenzione dei produttori di Animal Planet dopo l'episodio della serie Kentucky Afield dell'emittente Kentucky Educational Television che ha mostrato le sue tecniche per la cattura delle tartarughe a mani nude, postato su YouTube e subito diventato virale. Dopo aver incontrato e filmato Brown, i dirigenti di rete decisero di produrre una stagione di 12 episodi della serie con il titolo provvisorio The Turtleman of Wild Kentucky. Il titolo è stato successivamente cambiato in Call of the Wildman, un riferimento al grido distintivo di Brown che scandisce le sue azioni durante la serie. La serie è stato il programma più visto di Animal Planet nel quarto trimestre del 2011 ed è stato rinnovato per una seconda serie di 16 episodi che ha cominciato a trasmettere nel giugno 2012. Nell'ottobre 2012, Animal Planet ha ripubblicato la serie con contenuti extra e curiosità con il titolo Call of the Wildman: More live Action.

## Doppiatori italiani
| Nomi                       | Doppiatore        |
| -------------------------- | ----------------- |
| Ernie Brown Jr "Turtleman" | Luca Dal Fabbro   |
| James Neal                 | Paolo Buglioni    |
| David Brady "Squirrel"     | Alberto Angrisano |
| Narratore                  | Roberto Pedicini  |